# Гонорат Арелатски
Гонорат Арелатски - епископ Арла. Поштован је као светитељ у католичкој (16. јануара) и православној цркви.

## Биографија
Рођен у белгијској Галији у породици конзула. Заједно са својим старијим братом Венанцијем предузео је ходочашће у Грчку (на путу, у Коринту, Венанције је умро). Вративши се са ходочашћа 410. године, Хонорат се настанио у пећини у планинском ланцу Естерел (Прованса), а затим је прешао на једно од Леринских острва, где је основао манастир (Леринс Абеи), који је касније постао велики духовни центар на југу Француске. Гонорат је рукоположен за свештеника, а 427. године за епископа града Арла. Светитељ се упокојио 6. јануара (по неким изворима 14. или 15.) 429. године.
Сачуван је помен на светог Иларија из Арелата, наследника светог Гонората на епископском трону у Арлу. То је најстарија, врло детаљна биографија светог Гонората. Иларије се диви Гоноратовим врлинама и пише: „Ако би се сама љубав могла визуелно изразити, онда би, чини се, требало да буде приказана у најпоштенијем Гоноратовом лицу".
Гонорат је сахрањен у Арлу у капели Свете Генесте. Године 1391. мошти светитеља су пренете у Леринску опатију, коју је он основао, где су чуване до 1788. године, а затим су пренете у катедралу у Грасу, где се чувају до данас. Крајем 20. века у опатију је донета честица моштију из Граса и чувана у позлаћеном кивоту испод олтара северног припрата манастирске базилике.
Био је поштован и у православљу. Дана 9. марта 2017. године, одлуком Светог Синода Руске православне Цркве, у календар Руске Пправославне Цркве уврштено је његово име, што значи општецрквену канонизацију.